# کاتسویاما، اوکایاما
کاتسویاما، اوکایاما (به لاتین: Katsuyama) یک منطقهٔ مسکونی در ژاپن است که در استان اوکایاما واقع شده‌است. کاتسویاما ۹٬۰۲۷ نفر جمعیت دارد.

## نگارخانه

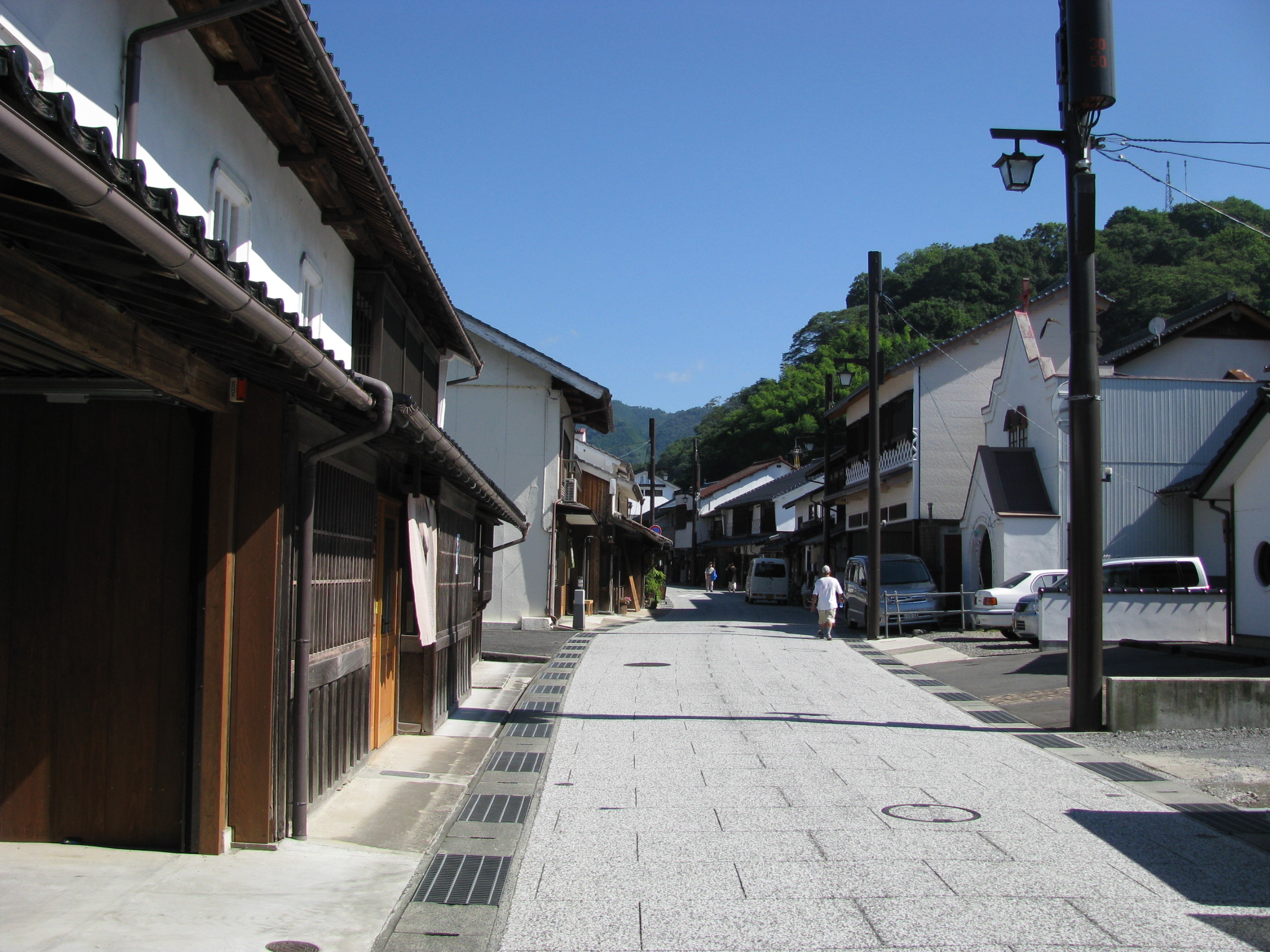
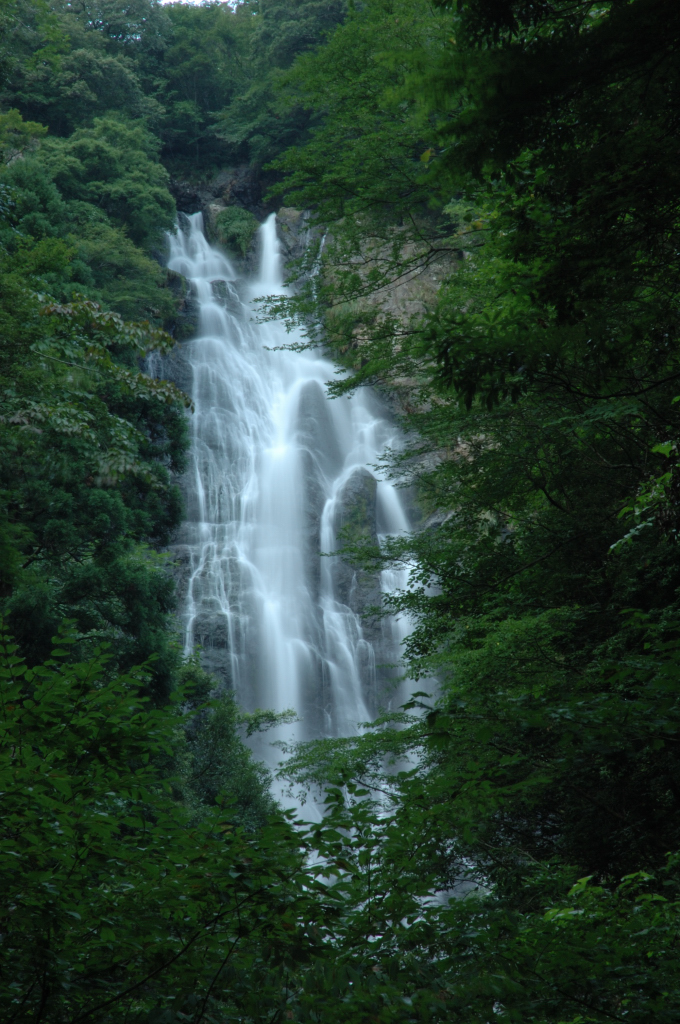